# Fula visboken
Fula visboken är en visbok utgiven av Bengt af Klintberg och Christina Mattsson 1977.
I boken presenteras folkliga erotiska visor som tidigare har ansetts otryckbara, där de äldsta är sedan Carl Michael Bellmans tid under 1700-talet och de yngsta från samtiden. Flera av bokens visor har getts ut på skivorna Våra fula visor och Folklår, våra allra fulaste visor.

## Utgåvor
- 1977 – Klintberg Bengt af, Mattsson Christina, red. Fula visboken: 50 folkliga erotiska visor. FIB:s lyrikklubbs bibliotek, 0425-5232 ; 196. Stockholm: FIB:s lyrikklubb. Libris 7420566. ISBN 9155021433, nya upplagor 1986 och 1996